# Gracia Emanuël
Gracia Emanuël is een Surinaams politicus. Ze was van 2013 tot 2016 districtscommissaris van Boven-Saramacca en van 2020 tot 2025 minister van Regionale Ontwikkeling en Sport.

## Biografie
Emanuël werkte als financieel medewerkster bij het ministerie van Regionale Ontwikkeling. Ze was lid van de NDP en werd in 2013 benoemd tot districtscommissaris van het Matawai-gebied Boven-Saramacca. Haar beëdiging vond tussen juni en september van dat jaar plaats. In 2016, tijdens een van de reshuffles van president Bouterse, werd haar functie vacant gesteld. Yvonne Pinas, die in Brokopondo ook haar commissariaat had verloren, nam Emanuëls plek in november van dat jaar over.
Toen de Algemene Bevrijdings- en Ontwikkelingspartij (ABOP) in 2019 de ABOP Matawai Tour hield, met  het doel de Matawai's in Boven-Saramacca aan de partij te binden, werd Emanuël tijdens een partijbijeenkomst aan de aanwezigen voorgesteld als nieuw lid van de ABOP.
Na de verkiezingen van 2020, met deelname van de ABOP aan het kabinet-Santokhi, trad Emanuël aan als de nieuwe minister van Regionale Ontwikkeling en Sport. Ze bleef aan tot het aantreden van het volgende kabinet in 2025.
Medio oktober 2020, tijdens de coronacrisis, is zij een van de vijf ministers die binnen enkele dagen positief testte op COVID-19.
Tijdens de verkiezingen van 2025 stond zij op nummer 18 van de lijst van ABOP.